# 涅槃宗
涅槃宗（ねはんしゅう）は、中国十三宗の一つである中国仏教に存在した宗派。大般涅槃経を所依経典とした仏教の学派。

## 概要
この宗派は、大般涅槃経の説く法身常住（ほっしんじょうじゅう）、一切衆生悉有仏性（いっさいしゅじょうしつうぶっしょう）を根本的な教理として研究し宣布した。

## 起源と歴史
鳩摩羅什門下の代表的な弟子である道生や慧観が、法顕三蔵が持ち帰った大般泥洹経（だいはつないおんぎょう、大般涅槃経の前半部のみ）が伝えられるや、涅槃経こそ仏の説法の帰結した経典であると判じたことから始まる。
鳩摩羅什は先だって法華経を訳したことで知られるが、この当時はまだ涅槃経及びそれらに関する教説が完全に伝えられていなかった。したがって、鳩摩羅什は法顕の訳した泥洹経に見えずして亡くなったが、生前より般若・法華・涅槃の教説群を常々「是れ大化の三門なり」と述べていた。
しかし、その泥洹経が伝えられるや、羅什門下の四哲といわれる道生や慧観をはじめ、同門下の慧遠や道朗、超進などが競って大般涅槃経が研究されるようになった。同じく羅什門下の一人である慧叡（僧叡と同一人物との説もある）などは、「什公（鳩摩羅什）が、もしこの泥洹経を読まれたならば、如何に心から悦ばれたであろうか」と述べている。
道生は法顕訳の泥洹経からインスピレーション（閃き）を受けて一闡提の成仏を唱えたが、慧観など他の学僧から強く否定された。しかし後に曇無讖が訳した涅槃経が伝えられると、その説の正当性が証明され、道生の先見の明にみな驚嘆したという。
宋代では、慧成、曇無成、僧荘、道汪、静林、慧定、曇斌、超進、法瑤、道登、曇度、道成などが涅槃経の疏（解説・解釈書）を著した。またこのほか涅槃宗に関係する僧名として、僧宗、慧静、宝亮、曇延なども挙げられる。隋代では、浄影寺の慧遠、智徽、法礪、道綽などが涅槃経を所依としその宗とした。唐代では、道宣や法寶なども本宗を志していたとも伝えられる。ことに法寶は五時の教判を立てて小大乗の経典を涅槃経に摂したが、これが後に天台宗の智顗の五時教判に流用されたものである。
成実学派とされる光宅寺の法雲も涅槃宗教学の影響を受けた一人である。彼は一説に涅槃経を最も重要としていたともいわれる（別説では華厳経を第一、涅槃経第二、法華経第三と判じたともいう）が、法華経には過去の永遠性はあるものの涅槃経が説く未来の永遠性には叶わないと判じた（なお、これは後に智顗などに批判されている）。
南北朝時代の梁において、このように盛んに研究が行われたが、隋代の天台宗の勃興などにおされ衰退した。涅槃宗が天台宗に併合されたのは、当時の涅槃宗が教理教学の研究だけに終始し実践を伴わないものになってしまっており、そこへ当時の仏教界において教学面と実践面の両面を備えた、天台大師智顗が登場し、当時としては革新的及び論理的な教理教学を打ちたて、法華一乗を唱えたためであると推察されている。

## 天台宗による解釈
天台大師智顗は、涅槃経より法華経が優れていると判じた。その論は以下の点に集約される。
1. 追説追泯（ついせつついみん）、涅槃経は法華経の説を重ねて追って述べたもの。
2. 贖命重宝（しょくみょうじゅうほう）、涅槃経は、命である法華経の仏性常住を「あがなう宝」である。
3. 捃拾教（くんじゅうきょう）、涅槃経は法華経の救いに漏れた機根の低い衆生のための教えである。
4. 扶律顕常（談常）（ふりつ・けんじょう、だんじょう）、涅槃経は仏滅後における隔歴次第の修行を説いて戒律を守るよう扶（たす）けただけの方便の教えである。

なお、これらは本来、涅槃経の文中に訓詁学的にはないが、全体としてとらえることのできる解釈を、智顗がそれまでの多くの説にもとづいて展開したものである。智顗は涅槃経を法華経の結経と位置づけ、既に法華経で一乗の円教は明かされているものの、涅槃経の説く円常を法華経に摂してこれを力説した。これより前に涅槃宗は衰微していたが、以後次第に天台宗に併合されるに至った。
しかして、涅槃宗は日本に伝えられることが無かったものの、その教義は大安寺の眞言院において、常修多羅宗（じょうしゅうたらしゅう）と称して涅槃経を講義したことがあったという。